# Episauris kiliani
Episauris kiliani là một loài bướm đêm trong họ Geometridae.